# Castell de Nagoya

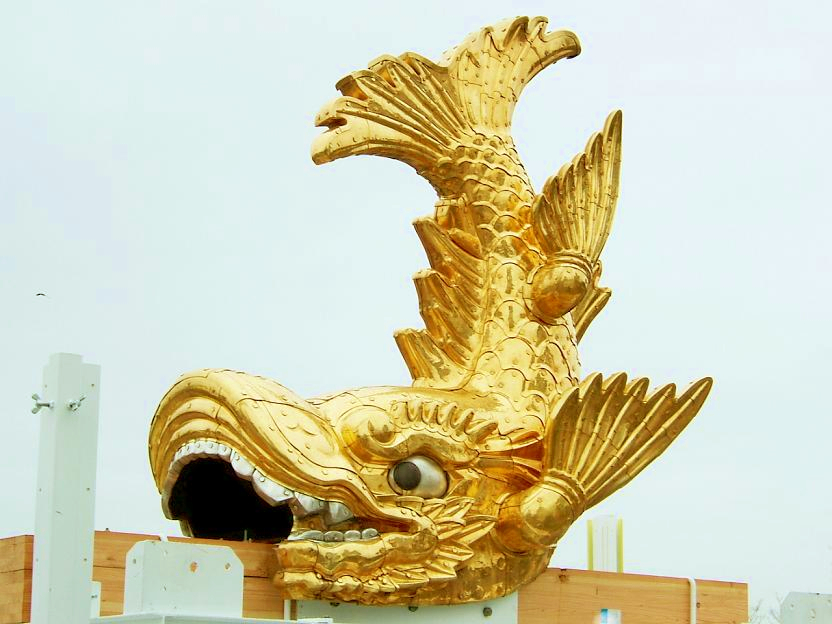
Un dels kinshachi del castell.

El castell Nagoya (名古屋城, Nagoya-jō) és un castell japonès que es troba a la prefectura d'Aichi, Japó.

## Història
Imagawa Ujichika construí el castell original voltant de l'any 1525. Oda Nobuhide li va treure a Imagawa Ujitoyo el 1532 i li va apoderar, però el va abandonar més tard.
El 1610, Tokugawa Ieyasu va ordenar als diversos daimyōs que l'ajudessin en la construcció d'un nou castell en el lloc. La construcció del castell va ser acabada el 1612.
Durant el període Edo, el castell Nagoya era un dels més importants pobles-castell al Japó, a més d'una parada obligatòria en el camí Minoji que unia Tokaido amb Nakasendō.
Fins l'era Meiji, el castell va ser llar del clan Owari de la família Tokugawa.
Durant la Segona Guerra Mundial el castell va ser cremat per complet juntament amb la majoria dels seus objectes de valor el 14 maig 1945 a causa del bombardeig aeri. No obstant això, moltes pintures van sobreviure a l'incendi i han estat preservades fins al dia d'avui. La reconstrucció del castell va culminar el 1959.
El dia d'avui el que existeix del castell és una reconstrucció de formigó amb aire condicionat i elevadors, a més, hi ha plans de reconstruir el Palau Hommaru, el qual també es va incendiar durant la guerra.

## Característiques
Sobre la cúpula del castell hi ha dos peixos daurats amb cap de tigre anomenats kinshachi (金鯱), el qual és utilitzat com a talismà per prevenir incendis. Es diu a més que els kinsachi servien com a símbol de l'autoritat del senyor feudal.